# Цорнгайм
Цорнгайм (нім. Zornheim) — громада в Німеччині, розташована в землі Рейнланд-Пфальц. Входить до складу району Майнц-Бінген. Складова частина об'єднання громад Нідер-Ольм.
Площа — 5,58 км2. Населення становить 3853 ос. (станом на 31 грудня 2020).

## Географія

### Розташування
На південному заході Цорнхайм межує з Еберсхаймом, передмістям столиці землі Майнц на краю Франкфуртського регіону Рейн-Майн. Муніципалітет розташований у рейнському Гессені і є центром виноробства у виноробному регіоні Райнгессен.
Багато виноробів вирощують і виготовляють вино тут протягом століть. У 1973 році в ході адміністративної реформи Цорнхайм увійшов до складу округу Нідер-Ольм, центр якого знаходиться в однойменному місті.

## Галерея

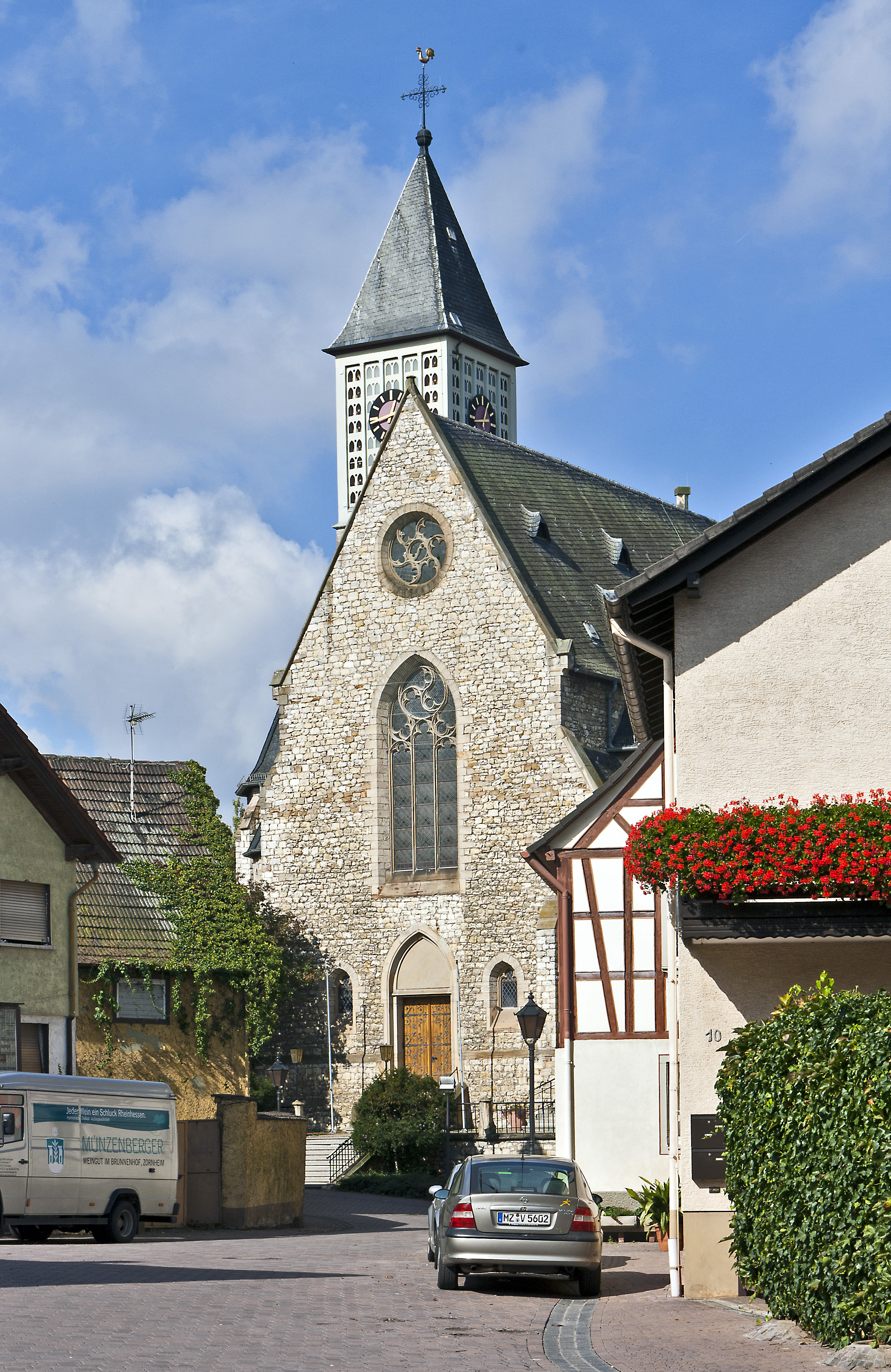
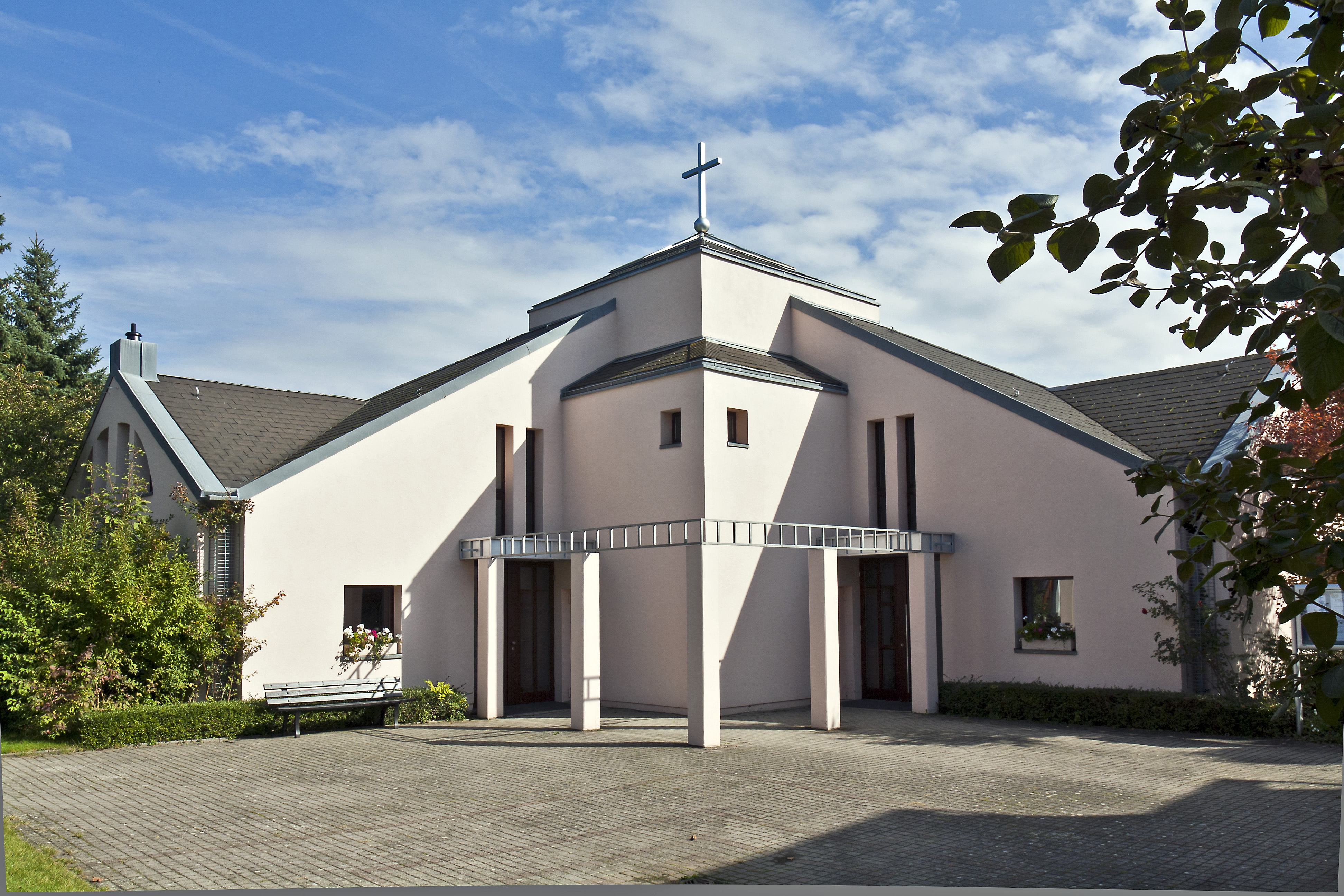
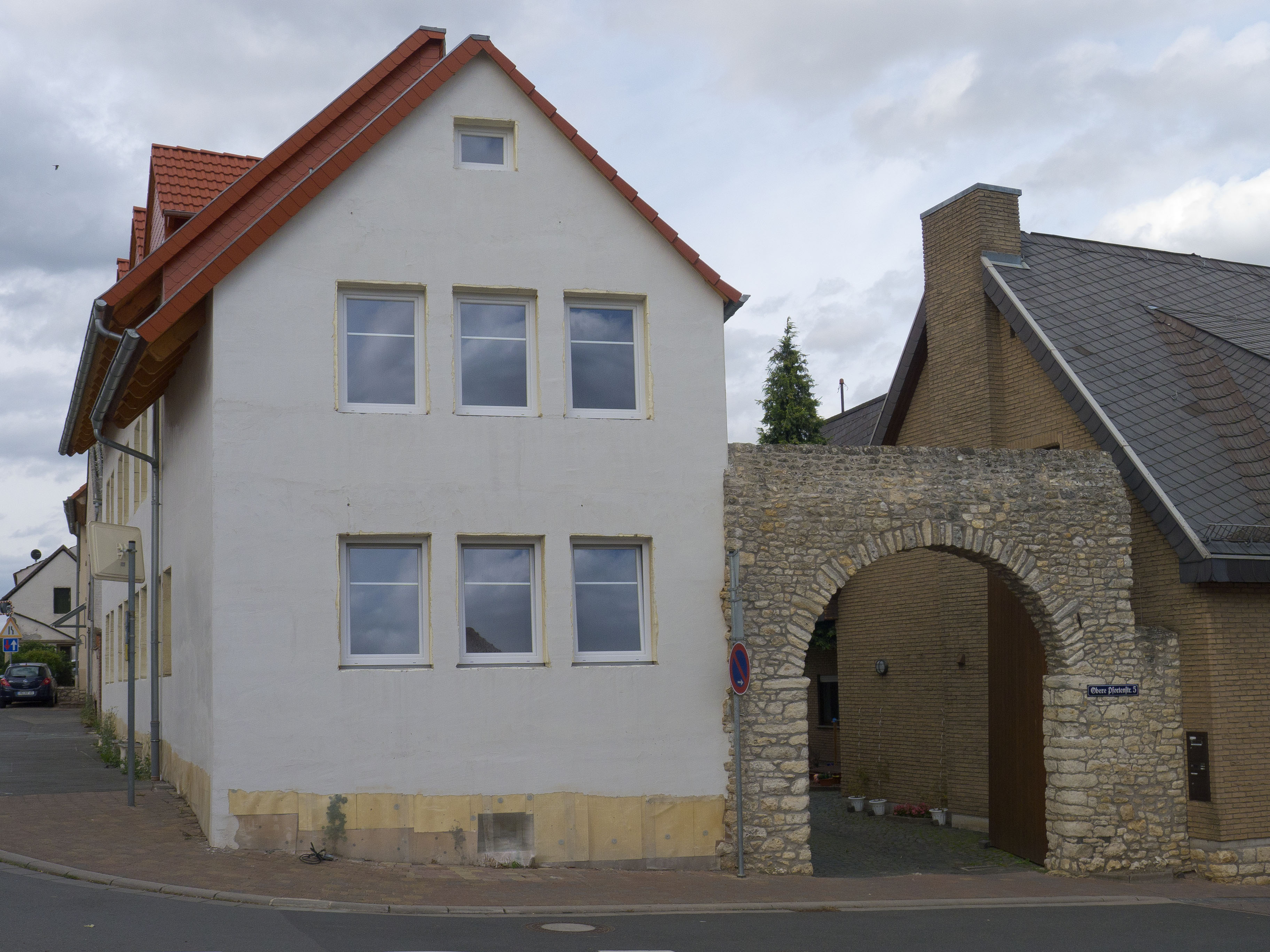